# Chlorissa lataria
Chlorissa lataria är en fjärilsart som beskrevs av Walker 1863. Chlorissa lataria ingår i släktet Chlorissa och familjen mätare. Inga underarter finns listade i Catalogue of Life.